# Lifrarfjöll
Lifrarfjöll är ett berg i republiken Island. Det ligger i regionen Suðurland, 130 km öster om huvudstaden Reykjavík. Toppen på Lifrarfjöll är 735 meter över havet.
Trakten runt Lifrarfjöll är nära nog obefolkad, med mindre än två invånare per kvadratkilometer. Det finns inga samhällen i närheten. Trakten runt Lifrarfjöll består i huvudsak av gräsmarker.